# Chùa Hồng Hiên
Chùa Hồng Hiên (鴻軒寺) là một ngôi chùa do người Việt tạo lập, tọa lạc ở số 13 rue Henri Giraud, Fréjus, Var, thuộc Provence-Alpes-Côte d'Azur, Pháp. Đây là ngôi chùa cổ nhất ở Pháp.

## Lịch sử
Chùa Hồng Hiên được dựng lên làm nơi thờ Phật cho một số binh sĩ gốc Việt bị đưa sang Pháp bổ sung cho lính Pháp ở chính quốc thời Chiến tranh thế giới thứ nhất. Hòa thượng Thích Thanh Vực đặt tên cho chùa là "Hồng Hiên"; "Hồng" là rút từ chữ Hồng Lạc của nòi giống Việt, "hiên" là hiên ngang. Ở chùa nay còn đôi câu đối nhắc nhở đến lịch sử này của chùa:
Hồng Lạc linh căn phương Việt địa (鴻雒靈根方越地)
Hiên ngang hùng khí tráng Âu thiên (軒昂雄氣壯歐天)
Tự ảnh cao tiêu dân tộc tính (寺影高標民族性)
Nguyệt quang thâm ấn bách tùng tâm (月光深印柏柏心).
Việc xây cất hoàn thành năm 1917, trong trại binh Gallieni nơi đồn trú của trung đoàn 4 Bộ binh Thuộc địa, nên nguyên thủy có tên là "chùa Gallieni". Chùa được chính thức khánh thành ngày 6 Tháng 4, 1919.
Chùa sau bị bỏ hoang tàn một thời gian đến năm 1954 khi một số dân Việt di cư sang Pháp thì chùa mới được phục hoạt và đến năm 1967 thì lập ra ban trị sự để điều hành chùa. Năm 1972 ngôi chùa được trùng tu. Hòa thượng Thích Tâm Châu sang trụ trì ở chùa năm 1975 theo lời mời của ban trị sự và Hội Phật giáo Pháp Việt. Chùa xây thêm tháp An Lạc thờ vong năm 1988 và thỉnh một quả chuông lớn đúc theo mẫu đại hồng chung ở Huế.
Chùa nay được xem là một thắng cảnh ở miền nam nước Pháp. Đối với người Việt, đây là ngôi chùa cổ nhất do người Việt sáng lập ở Pháp và cũng là ngôi chùa cổ nhất trên đất Pháp. Chùa là thành viên của Hội Phật giáo Việt Nam trên Thế giới (L'Ordre Bouddhique Vietnamien mondial), do Hòa thượng Thích Tâm Châu là thượng thủ với trụ sở ở Montréal.

## Liên kết
- Hình ảnh chùa Hồng Hiên
- Lưu trữ ngày 20 tháng 11 năm 2008 tại Wayback Machine Tập hình chùa Hồng Hiên